# Bhamra, Syria
Bhamra (tiếng Ả Rập: بحمرا) là một ngôi làng Syria ở huyện Qardaha thuộc tỉnh Latakia. Theo Cục Thống kê Trung ương Syria (CBS), Bhamra có dân số 1.028 người trong cuộc điều tra dân số năm 2004.

## Những người đáng chú ý
1. ↑  "General Census of Population 2004". Truy cập ngày 9 tháng 12 năm 2017.